# Strobilanthes pothigaiensis
Strobilanthes pothigaiensis är en akantusväxtart som beskrevs av R. Gopalan och Chithra. Strobilanthes pothigaiensis ingår i släktet Strobilanthes och familjen akantusväxter. Inga underarter finns listade i Catalogue of Life.